# Lisa Teige
Lisa Teige (Bergen, 19 de janeiro de 1998) é uma atriz e dançarina norueguesa. Ela é mais conhecida por interpretar Eva Kviig Mohn, uma das personagens principais de Skam, protagonista da primeira temporada. Em 2018, também atuou em Battle como Amalie.

## Filmografia
- Skam (2015-2017) - Eva Kviig Mohn
- Forestillingen (2016) - Sara Danielsen
- Battle (2018) - Amalie
- Håbet (2018) - Sigrid